# Gwinea Bissau na Mistrzostwach Świata w Lekkoatletyce 2017
Gwinea Bissau na Mistrzostwach Świata w Lekkoatletyce 2017 – reprezentacja Gwinei Bissau podczas Mistrzostw Świata w Londynie liczyła 1 zawodniczkę, która nie zdobyła medalu.

## Rezultaty
| Zawodniczka     | Konkurencja    | Kwalifikacje | Kwalifikacje | Finał | Finał   |
| Zawodniczka     | Konkurencja    | Wynik        | Pozycja      | Wynik | Pozycja |
| --------------- | -------------- | ------------ | ------------ | ----- | ------- |
| Jéssica Inchude | pchnięcie kulą | 14,63        | 30.          | NQ    | NQ      |